# Liriomyza furva
Liriomyza furva este o specie de muște din genul Liriomyza, familia Agromyzidae, descrisă de Spencer în anul 1976.
Este endemică în Sweden. Conform Catalogue of Life specia Liriomyza furva nu are subspecii cunoscute.